# ماکساکالیسور
ماکساکالیسور (نام علمی: Maxakalisaurus) نام یک سرده از زیرراسته سوسمارپاشکلان است.